# Pottia altipes
Pottia altipes är en bladmossart som beskrevs av Brotherus 1918. Pottia altipes ingår i släktet Pottia och familjen Pottiaceae. Inga underarter finns listade i Catalogue of Life.